# Accident petroquímic de la Canonja de 2020
L'accident petroquímic de la Canonja de 2020 va tenir lloc el 14 de gener del 2020 a les 18.41 hores a l'empresa IQOXE del Complex Petroquímic de Tarragona a La Canonja, i va causar tres morts.

## Explosió
El 14 de gener de 2020 a les 18:41 hores, una forta explosió originada en un reactor, que després s'estendria cap a una cisterna d'òxid d'etilè i causaria dos morts i vuits ferits en la mateixa instal·lació, dos dels quals sofriren cremades greus i varen ser evacuats d'urgència a l'Hospital Universitari Vall d'Hebron, un en estat crític i l'altre molt greu. La resta, amb cremades de diversa consideració, serien traslladats a l'Hospital Joan XXIII de Tarragona, i alguns que només patien lesions lleus serien donats d'alta aquell mateix dia. L'ona expansiva provocaria l'esfondrament parcial d'un edifici de cinc plantes de la plaça García Lorca de Torreforta, on un veí va morir a causa de l'impacte d'una planxa metàl·lica d'1 tona, i un altre va haver de ser atès per una crisi d'ansietat.
Tot i que segons fonts oficials no s'hi originà cap núvol tòxic, s'obligaria milers de veïns a confinar-se a les seves cases. En canvi, el mitjà de comunicació Porta Enrere del periodista d'investigació Rafa Marrasé revelaria que hi havia hagut una fuita d'òxid d'etilè (la inhalació del qual a nivells baixos pot provocar irritació als ulls, la pell i les vies respiratòries, i amb dosis més altes, nàusees, vòmits, pèrdua de memòria i afectacions al sistema nerviós i reproductor, segons els informes de l'Institut Nacional de Seguretat i Higiene en el Treball) i que no s'havia fet cap anàlisi amb l'instrumental adequat per avaluar-ne l'impacte sobre les poblacions veïnes.
L'afectació no sobrepassà el perímetre del polígon, motiu pel qual Protecció Civil no activà les sirenes d'alarma, segons argumentà la Generalitat en el seu moment. Els bombers, però, es desplegaren immediatament per a contenir les flames, que s'aconseguiren estabilitzar aquella mateixa nit. A conseqüència de l'incendi es restringí el trànsit a les carreteres N-340, C-31B i l'enllaç de la T-315 amb la A-7, que es reobriren a la circulació poc després. Renfe també interrompé la circulació de trens dels trams de Tarragona a Reus i de Tarragona a Port Aventura, el que afectà les línies R13, R14, R15, R16 i R17, així com la RT1 i la RT2, que també recuperaren la circulació poc després. Els serveis d'emergències reberen més de 1.600 trucades de veïns alarmats per l'explosió i les seves possibles conseqüències.
|       | Cronologia |
| ----- | --- |
| 18:41 | Es produeix l'explosió a la planta de l'empresa IQOXE. |
| 19:06 | Protecció Civil activa Pla PLASEQCAT i recomana el confinament dels veïns pròxims a l'explosió. |
| 19:15 | Protecció Civil demana als veïns de set poblacions pròximes a l'explosió el confinament. També s'insta a què es faci difusió entre la població del missatge. |
| 19:23 | Es destaca que el confinament és preventiu i que no hi ha constància de núvol tòxic. |
| 19:26 | Es restringeix el confinament a la Canonja i Vila-seca. |
| 19:34 | El missatge oficial canvia i s'anuncia que el confinament passa a ser de Les Pinedes a Vilaseva [sic], i a Tarragona a la zona de Bonavista i la Universitat Laboral, mentre es manté també a la Canonja. A més, s'informa que "ES FAN SONAR LES SIRENES PER AVISAR LA POBLACIÓ EN AQUESTES ZONES QUE ES CONFINI" però en aquell moment no sonà cap alarma. |
| 19.50 | S'informa que per indicació dels bombers, l'afectació no era externa a la zona del polígon i que per tant no es feien sonar les sirenes. Preventivament però es recomana a la població que "si a la zona on sou hi ha fum" es confinessin, especialment a La Canonja i Vilaseca                                                                             |

## Investigació
El dimecres dia 15 l'empresa anuncià que obriria una investigació interna sobre l'accident i que es posava a disposició de les autoritats per a les investigacions pertinents i a col·laborar des del primer moment amb Bombers i Protecció Civil.
La Generalitat de Catalunya denunciaria també IQOXE per no facilitar la informació i no seguir els protocols després de l'explosió. Segons el llavors director de Protecció Civil Sergi Delgado, a causa de la falta de comunicació no es va poder fer una avaluació de la situació i, per tant, no es van fer sonar les sirenes per anunciar a la població la recomanació de confinament per risc de toxicitat, tot i que finalment no es produí un núvol tòxic sinó una explosió de grans dimensions.
Al vespre del dia 15 de gener, milers de persones es concentraren a la Plaça de la Font de Tarragona convocades per la Plataforma Cel Net per a exigir a l'administració que es responsabilitzés de la gestió del complex petroquímic i no es repetissin més accidents com el d'IQOXE, varen reclamar més mesures de seguretat a la indústria petroquímica, que es revisessin els protocols de seguretat i la comunicació a la ciutadania, a més de demanar també estudis independents sobre la qualitat de l'aire que respira la ciutadania. Quan es conegué la notícia de la tercera mort deguda a l'accident es guardà un minut de silenci i tot seguit s'emprengué una manifestació que es dirigí fins a la seu de l'Associació Empresarial Química de Tarragona (AEQT) en mostra de protesta.
Per la seva banda, l'Associació Empresarial Química de Tarragona va lamentar profundament l'accident, mostrant el seu condol per les víctimes i defensant que s'havien pres les mesures de seguretat pertinents, a més d'«estar en contacte amb les autoritats» i «col·laborar en la gestió de l'emergència i la informació». També declararen que havien seguit els protocols de seguretat existents i les indicacions dels serveis d'emergència. Informant que en els pròxims dies es reunirien de manera urgent amb tots els agents implicats del territori per abordar possibles accions i millores del sector i revisar protocols.
Inspecció de Treball va explicar que l'empresa havia rebut quatre sancions al llarg dels últims anys que oscil·laven entre els 2.000 i els 8.000 euros, per diversos incompliments de la normativa, i ha avançat una investigació a fons sobre l'accident mortal. El llavors conseller de Treball de la Generalitat, Chakir El Homrani, precisà que dels quatre expedients oberts que van culminar en sanció, un es va imposar per les condicions laborals dels treballadors i les altres tres per incompliment en matèria de salut i seguretat. Segons l'informe del Departament de Territori i Sostenibilitat de l'any 2014-2015 i 2015-2016, IQOXE «no garantia que complís adequadament les condicions fixades en l'autorització ambiental" i es demanava que "amb caràcter immediat, es prenguessin les mesures de prevenció/correcció necessàries per evitar l'afecció a les persones i al medi ambient». A l'informe elaborat l'any 2018 pel Departament de Territori i Sostenibilitat persistien els incompliments en matèria de contaminació atmosfèrica però es qualificaren de «poc rellevants».
En declaracions al Diari de Tarragona, els treballadors declararen que les retallades dins de l'empresa havien començat amb la compra d'IQA per part del grup Cristian Lay l'abril de 2014, al mateix temps que es minimitzava la inversió en manteniment i personal qualificat. Destacaren l'enorme pressió i estrés al que estava sotmès el cap de planta Òscar Saladié que morí en l'accident. Les retallades de personal provocaren que no hi hagués suficient personal per controlar panells i reactors, també que es comprés material de baixa qualitat com per exemple les juntes de procedència xinesa que segons aquests mateixos treballadors duren molt menys que les anteriors, o que quan hi havia un treball de manteniment gran per fer, es feia una subhasta entre emrpeses contractistes i s'escollia la més barata a més que se la pressionava perquè encara rebaixés més els costos. A tot això s'hi sumà la contractació d'un personatge que anomenaren "El Sombras" que acompanyava tots els treballadors de totes les seccions, i en mesurava la productivitat cronòmetre en mà. Aquesta enorme pressió i mancança de recursos explicaria, segons els treballadors, que no hi hagués cap treballador atenent les alarmes ni tampoc alguns panells perquè estaven dedicant-se a altres tasques necessàries de la planta. Negaren a més que estigués tot automatitzat ja que pel cost d'automatitzar els deien que sortia més rendible aprofitar el personal existent. Els treballadors culparen de la mort dels seus companys Òscar Saladié i Òscar Atance, a Ricardo Leal l'amo de la planta, a José Luis Morlanes el conseller delegat i a Joan Manuel Rodríguez Prats director de la planta.
Inspecció de Treball acabaria obrint un expedient a l'empresa IQOXE per incompliment de l'avaluació dels riscos laborals en la represa de l'activitat després de l'explosió a la seva planta de La Canonja. Decisió que es prengué després de reunir-se els representants dels sindicats de CCOO i de la UGT i de l'Associació Empresarial Química de Tarragona (AEQT).
L'empresa IQOXE va anunciar que iniciava els tràmits per presentar un expedient de regulació d'ocupació temporal arran de l'explosió, perquè considerava que aquesta havia sigut un fet imprevisible de tal magnitud que podia acollir-se a un cas de força major i resultava impossible realitzar l'activitat laboral a la pròpia planta. El Departament de Treball de la Generalitat però, denegà aquest ERO temporal ja que havia comprovat i resultava evident que tots els treballadors els dies posteriors a l'accident continuaven ocupant els seus llocs de treball i l'empresa s'havia reactivat.
Els sindicats CCOO i UGT convocarien una vaga general el 19 de febrer del mateix any, per reclamar més seguretat a la feina i de cara a la ciutadania, més inspectors de treball i una millora dels protocols d'avís a la població en casos d'emergències químiques. La vaga seria de 24 hores i a la tarda estaria prevista prevista una manifestació, que també estaria oberta a la ciutadania. Segons els sindicats convocants, la vaga seria un èxit amb el 100% de participació.

## Reobertura
El 13 de maig del 2020, la Generalitat autoritzaria la reobertura de la planta, després que la companyia aportés al departament d'Empresa i Coneixement la documentació requerida. Tot i això, només obriria la planta de producció d'òxid d'etilè i glicols, i la resta de plantes afectades seguirien aturades. S'assegurava que la reobertura era possible perquè la planta de diòxid d'etilè no s'havia vist afectada per l'accident tal com ho constatava l'Informe de Seguretat que analitzà la instal·lació per detectar-ne possibles riscos, així com el Dictamen de Seguretat que incloïa una inspecció completa de la instal·lació. A més, s'elaborà un Pla d'Oportunitats de Millores que establia tot un seguit de bones pràctiques en seguretat i fiabilitat de la instal·lació amb la resta de plantes de producció d'òxid d'etilè i glicols i concloïa que «els procediments i les pràctiques de seguretat implementades a IQOXE evidencien estar en línia amb els estàndards aplicats en la indústria europea que es regeix per la directiva Seveso».
Tot i la reobertura, se seguia amb l'expedient informatiu que aniria a càrrec de l'auditora danesa DNV GL, experta en grans accidents industrials, la qual continuaria investigant-ne les causes i determinaria si aquest comportaria alguna mena de sanció quan es finalitzés. Aquest informe destacà les enormes dificultats que varen tenir per aconseguir disposar de la informació, ja quel la deflagració destruí la sala de control, que no estava bunqueritzada, al contrari que altres plantes semblants a Europa. A més les dades dels reactors d'IQOXE no s'emmagatzemaven a cap núvol ni xarxa interna, més enllà dels dispositius físics de la planta. Així i tot, l'auditoria assenyalava dues probables causes, la descomposició tèrmica de l'òxid d'etilè i la creació d'un punt calent, segurament un incendi, sense cap conclusió concreta.
El 20 de maig de l'any 2020, es feu públic que IQOXE no tenia un pla d'autoprotecció homologat. I que els tramitats per la companyia el 2017 i el 2018 no es van arribar a aprovar. Segons IQOXE, la causa es devia a la lentitud de l'administració a l'hora de validar-los.
Un estudi de l'equip d'investigació del centre universitari de l'Institut Químic de Sarrià (IQS), encapçalat pel catedràtic d'Enginyeria Química Eduard Serra, conclogué amb un informe presentat el 14 de juliol del 2020, que l'accident s'havia produït per «una concatenació de circumstàncies no detectables que portaren a una reacció química sobtada, inesperada i imprevisible per ser desconeguda». L'informe confirmava que l'explosió es produí durant el procés de producció d'un lot de MPEG 500 (metoxi-polietilenglicol), quan se superaren els 300 °C a l'interior del reactor, ja que llavors el producte químic es descomponia i generava una pressió superior als 200 bars, sent altament explosiu. Finalment, els investigadors declararen que la víctima de Torreforta era un fet absolutament impensable que a causa de l'explosió es desprengués un fragment del reactor i gràcies a un possible efecte gir es desplacés fins als 2.500 metres de distància.
El 8 de juliol del 2020, un altre treballador acabà morint també, aquesta vegada a la planta d'Emulsiones Poliméricas del mateix grup empresarial a Vila-seca (Tarragonès). Mesos més tard, el 15 d'octubre, Inspecció de Treball reconegué que «la manca de mesures de seguretat a IQOXE» fou la causa de la mort d'aquest treballador d'uns 60 anys, que es precipità deu metres en caure pel forat d'un muntacàrregues que havia revisat. L'home treballava per l'empresa Dominion Global, subcontractada per IQOXE Emulsiones Poliméricas.
Un any després de l'explosió, l'empesa afirmà que havia rebut més de 200 reclamacions d'afectats per la deflagració, destinant més de 2,8 milions per atendre-les, amb veïns que no tenien assegurança particular o que havien tingut problemes amb les companyies asseguradores. També informà que havia invertit 27 milions a renovar i optimitzar les instal·lacions per tal de mantenir la producció de la planta a Tarragona. 4 milions d'euros es destinaren a la seguretat de les instal·lacions, creant tres noves sales de control i implementant tot un conjunt de salvaguardes, a més d'altres mesures de seguretat addicionals que se li exigieb per llei. També construí nous tancs d'emmagatzematge de matèria primera i de productes finals mentre reconstruïa les naus d'envasats. IQOXE assegurà que amb aquestes inversions ja complia amb els controls de seguretat més exigents.
Després d'un any, set treballadors seguien de baixa per diferents conseqüències relacionades amb la deflagració. La companyia no els oferí cap indemnització i tot el tractament mèdic l'hagueren de fer mitjançant la Seguretat Social i mútues privades. Un dels ferits era un treballador jove que feia tres mesos que treballava a l'empresa amb un contracte temporal i que quan era l'hospital recuperant-se, la companyia li comunicà que se li havia acabat el contracte i que no el renovarien. Aquests assenyalaren José Luís Morlanes com a principal responsable del caràcter de l'empresa, persona que junt amb Juan Manuel Rodríguez Prats serien els dos principals investigats per la causa judicial per un presumpte delicte d'imprudència greu amb resultat de mort, lesions, danys i delicte contra el dret dels treballadors. Els treballadors expressaren molts dubtes sobre les millores de seguretat que anuncià la companyia i que ni tan sols s'havia bunqueritzat les sales de control. A més, posaren el focus en l'administració perquè no consideraven prou proporcionats els controls i elements de protecció reglamentaris respecte al risc de fabricar òxid d'etilè. La Generalitat de Catalunya i IQOXE continuaren afirmant que la companyia complia la normativa, i el govern fins i tot digué que els requisits legals que s'imposaven a les empreses del sector eren més exigents dels que marcava la directiva europea. En l'acte intern de record de l'accident, la companyia no permeté que treballadors propis d'aquesta hi parlessin i poguessin expressar-s'hi, però en canvi decidí un format de minut de silenci tan sols. A l'acte hi assistiren 280 persones entre treballadors. personal d'empreses subcontractades i familiars de les víctimes.
El 2 de juliol del 2021, Inspecció de Treball proposà una sanció de 180.000 euros a l'empresa per una infracció molt greu arran de l'accident. Aquesta sanció era el resultat d'una investigació i anàlisi de documentació, que segons l'organisme de la Generalitat fou «exhaustiva» i «molt complexa» i que constatà« una infracció molt greu per diversos incompliments preventius de seguretat i salut laboral durant el procés de producció». Enric Binaixa, llavors secretari de Treball del govern, digué que la sanció interposada era la màxima que permetia la llei i una de les més altes que havia posat fins llavors Inspecció de Treball, que en un comunicat, explicà que també proposaren un recàrrec de prestacions a la Seguretat Social «de les persones treballadores afectades per la falta de mesures de seguretat i salut laboral que van patir l'accident». Per la seva banda, IQOXE anuncià que recorreria la proposta de sanció, ja que segons fonts de la companyia, consideraven que «les conclusions de la proposta de sanció no s'ajusten a la realitat dels fets que es van produir abans del desgraciat accident», i que aquest no estava relacionat amb el que recollia Inspecció de Treball.
El 5 d'abril del 2023, el Departament d'Empresa i treball determinà que IQOXE havia comès fins a quatre infraccions molt greus de seguretat industrial i li imposà una multa de 2,1 milions d'euros. En concret 1.000.000 de la multa fou per haver modificat la recepta i variat la mida d'un lot del producte MPEG 500, a més del catalitzador emprat i la quantitat, el que va provocar l'explosió. La modificació s'hauria fet sense respectar les instruccions del fabricant i sense avaluar el canvi de recepta amb una prova o assaig previ. I també se sancionà l'empresa amb 500.000 euros per silenciar les alarmes sonores del sistema de seguretat en la sala de control i 100.000 euros per no proporcionar formació específica del seu lloc de treball als treballadors.

## Comissió d'investigació al Parlament
El 3 de març de 2020 el Parlament de Catalunya inicià una Comissió d'Estudi de la Seguretat del Sector de la Petroquímica en la qual s'investigà sobre l'accident a la planta d'IQOXE. En aquesta comissió s'hi cità els principals dirigents de l'empresa, José Luís Morlanes director general d'IQOXE i Ricardo Leal accionista majoritari de l'empresa, els quals però varen evitar la compareixença al·legant que tenien «limitada la seva capacitat de resposta en seu parlamentària» per la investigació judicial que hi havia en marxa contra ells. Com a alternativa, proposaren la compareixença de l'advocat i portaveu Xavier Fontcuberta, junt amb l'enginyer de la companyia Ferran Cabré. Proposta que seria rebutjada per la comissió.
Qui sí va accedir a declarar-hi foren el cap de la planta d'òxid d'etilè, Ferran Cabré cap de la planta d'òxid d'etilè, qui assegurà que el 14 de gener dia de l'accident la planta tenia un Pla d'Autoprotecció (PAU) "en vigor", contradient les declaracions la Direcció General de Protecció Civil a preguntes del Síndic de Greuges i la pròpia IQOXE. A la comissió també hi declarà el científic Emilio Palomares, director de l'Institut Català d'Investigació Química (ICIQ).
En aquesta comissió se sabé que l'empresa no va contactar amb els serveis d'emergència fins gairebé una hora després de l'explosió i que no va activar cap pla d'autoprotecció. A finals de juny del 2020, l'expresident del comitè d'empresa d'IQOXE Fernando Terrado va admetre públicament pressions de l'empresa per fer la mateixa feina i operar les plantes amb menys operadors. També recordà que l'explosió del reactor 31-31 s'endugué la vida de la meitat de la plantilla al morir-hi Óscar Atance, el cap d'intervenció, i Òscar Saladiè, el director d'emergències, posant en valor la feina de la resta de la plantilla que va poder sobreviure i s'hi van quedar per aconseguir aturar la planta enmig del caos, ajudant els equips d'emergència i els bombers de l'empresa. Terrado afirmà també que si no es va avisar a temps el CECAT (Centre de Coordinació d'Emergències de Catalunya) potser seria perquè «no hi havia ningú».
A les conclusions de la comissió s'hi feren diferents recomanacions i consideracions al Govern en matèria de gestió de les emergències i de seguretat industrial, laboral, interna i externa. Entre d'altres, s'instà l'executiu a revisar el Plaseqta i el Plaseqcat, amb la col·laboració d'entitats, veïns, sindicats i corporacions locals. A més, s'hi considerà que les sales de control de les empreses s'haurien de bunqueritzar, a més d'haver-hi una caixa negra que permetés recuperar els registres de les plantes en cas d'explosió.

## Judici
El 17 de juliol del 2020, el jutjat d'instrucció número 1 de Tarragona dictà una interlocutòria on acordava l'aixecament del secret de les actuacions de les diligències obertes a conseqüència de l'explosió. Segons el sumari del cas, s'investigaven les deficiències detectades en la seguretat, la insuficiència del personal de vigilància, les condicions laborals i defectes en el manteniment de les instal·lacions i la maquinària, que haurien causat presumptes delictes d'imprudència greu amb resultat de mort, lesions, danys i delictes contra el dret dels treballadors. La primera peça del cas tractaria sobre les actuacions empresarials i administratives amb relació a les autoritzacions i llicències per alguns dels seus reactors que van comportar un increment significatiu de la capacitat de producció de l'empresa. I la segona peça tractaria sobre la investigació de presumptes delictes relacionats amb el medi ambient, ja que es desprenia que s'havien realitzat també vessaments directes al mar perquè la depuradora no tenia prou capacitat per tractar la gran quantitat de residus que produïa la fàbrica. L'Ajuntament de Tarragona anunciaria el dijous 23 de juliol que es presentaria com a acusació particular en la causa judicial sobre l'explosió d'IQOXE.
L'11 d'agost de 2020 s'havia donat entrada al Jutjat d'Instrucció núm. 1 de Tarragona d'un atestat dels Mossos d'Esquadra (actuant com a policia judicial dins les diligències prèvies 261/2020), en què s'informava que a la planta es trobava a faltar un pla d'autoprotecció. La jutgessa del cas va emetre llavors uns manaments judicials demanant investigar els informes desfavorables de Protecció Civil i també poder conèixer si existien informes sobre els simulacres realitzats pel Cos de Bombers de la Generalitat i en quins plans PAU es basaven aquests. Així el mes de maig ja s'havia fet públic que IQOXE no disposava d'aquest pla d'autoprotecció homologat en el moment de l'accident que permetés exercir l'activitat. També se sabia que IQOXE tot i tenir-los tramitats, no tenia aprovats els plans d'autoprotecció del 2013, 2017, el 2018 i el 2019. La interlocutòria judicial a més feia referència a delictes d'«imprudència greu amb resultat de mort, lesions i danys; delictes contra els drets dels treballadors, un reactor clandestí amb llicència modificada i vessaments il·legals de residus al mar de forma regular».
La jutgessa del cas aixecà el secret de sumari l'estiu del 2020, i destacà en el seu escrit que «la planta de la Canonja venia desenvolupant la seva activitat amb una política empresarial d'increment de la producció i reducció de costos del que resulta indiciàriament un deficient manteniment de les instal·lacions i l'exercici de l'activitat sense les degudes condiciones de seguretat laboral i industrial exigibles a aquest tipus d'empreses químiques i amb un suficient número de treballadors per dur a terme el procés productiu amb les degudes garanties de seguretat». No es decretà cap mesura cautelar contra els dos principals investigats que seguiren en llibertat, i no se'ls arribà a detenir ni exigir el pagament de cap fiança. Tot i això, l'empresa va arribar a denunciar mesos després públicament una suposada conxorxa per embrutar IQOXE i culpar-la sense proves de l'explosió. El portaveu de l'empresa comunicà que creien que diversos testimonis havien declarat de forma «orquestrada» en el judici i «construir un relat fals».
L'empresa indemnitzà la majoria de veïns afectats per l'explosió i arribà també a un acord amb la majoria de les famílies dels treballadors afectades per la deflagració del reactor, acord amb les famílies que implicava també renunciar a emprendre accions legals en el futur.
El 15 de juny del 2023, el Jutjat d’instrucció número 1 de Tarragona dictà auto de transformació de procediment, finalitzant les diligències i resolent la magistrada contra l’empresa IQOXE i els seus principals directius per la possible comissió dels delictes d’imprudència greu amb resultat de mort i lesions, contra el dret dels treballadors i per estralls. A més, la jutgessa considerà que hi hauria indicis que IQOXE, juntament amb els seus principals directius, serien els responsables de la falta de mesures de seguretat i les deficiències en el funcionament de les instal·lacions que haurien provocat l'explosió del reactor, ja que haurien augmentat la producció reduint les despeses de personal i de seguretat.

## Conflicte laboral
En el moment de l'accident, el conveni col·lectiu de l'empresa estava en pròrroga des del 2018, on s'arrossegaven demandes de millores salarials, formatives i de seguretat. A finals de novembre del 2019, el comitè d'empresa d'IQOXE de la Canonja va anunciar unes jornades de vaga «davant el bloqueig de les negociacions del pacte d'empresa per part de la direcció». El sindicat CCOO denunciaria el 14 de gener, dia de l'accident, que les alarmes de confinament no havien funcionat després de l'explosió. També assegurà que el pla d'emergències per risc químic, Plaseqcat, activat en fase d'alerta, no havia funcionat, i que ja havia denunciat a la Generalitat que es detectaven problemes en el seu funcionament. L'altre sindicat amb representants a IQOXE, UGT, s'havia mostrat preocupat pels treballadors de la companyia i va lamentar «la nul·la sensibilitat d'empresaris i administracions per evitar accidents».
Després de l'explosió, els sindicats denunciaren de nou que «la precarització laboral a la planta no permetia garantir els nivells adequats de seguretat». També van haver-hi jornades de vaga a la pròpia IQOXE, així com la jornada de vaga general a la petroquímica de Tarragona del 19 de febrer del 2020. Els representants dels treballadors de l'empresa van seguir reclamant millores de seguretat els anys posteriors i denunciant persecució sindical mentre que l'empresa anunciava inversions i modernitzacions al complex.

## Filmografia
L'any 2020 s'estrenà el documental A cambio de tu vida, en el qual a partir de l'explosió d'IQOXE es documenta la lluita laboral d'un grup d'obrers un tracte més just per part de les empreses de la petroquímica de Tarragona. Fou dirigit per Clara López de Eyto, Aurora Báez Boza, Sebastián Ramírez Tejeda, i Olatz Ovejero Alfonso, i guanyà els premis de la Secció Oficial DOC-U als DocsBarcelona, Sección Oficial - Cortos al Festival de Huesca, i Sección Oficial - Cortos de ZINEBI – Festival Internacional de Documental y Cortometrajes de Bilbao.